# Ellingstedt
Ellingstedt (tiếng Đan Mạch: Ellingsted) là một đô thị thuộc huyện Schleswig-Flensburg, bang Schleswig-Holstein, Đức.